# Ihændehaverpapir
Ihændehaverpapir (tysk Inhaberpapier, fransk titre au porteur, engelsk security to bearer) er et dokument, hvorved udstederen forpligter sig til en ydelse over for den, der til enhver tid er papirets ihændehaver — i modsætning til navne- eller rektapapirer, der angiver en bestemt person som fordringsberettiget, og ordre papirer, der lyder på betaling til en person eller dennes ordre. For at være ihændehaverpapir behøver dokumentet ikke udtrykkelig at lyde på ihændehaveren, men dets karakter som sådant kan fremgå tilstrækkelig derved, at kreditors navn ved transporten lades blankt. blankoendossement, eller i øvrigt af papirets natur. blandt ihændehaverpapir i videre forstand må dog udsondres nogle, der kun er at anse som legitimationspapirer, f.eks. teaterbilletter, garderobemærker osv., hvilke kun giver udstederen ret til at frigøre sig ved erlæggelse til ihændehaveren, men i øvrigt ikke er underkastede de ellers for ihændehaverpapir gældende regler.
Blandt dokumenter, som herefter er eller kan udstedes som ihændehaverpapir, kan nævnes: banknoter (pengesedler), partialobligationer for stats- eller kommunelån, obligationer, udstedte af kreditforeninger eller andre offentlige institutter, aktier, konossementer, checks, osv. Det er imidlertid ikke som regel enhver tilladt at udstede eller emittere ihændehaverpapir.